# 佐野かなめ
佐野 かなめ（さの かなめ、6月18日 - ）は、日本の女性声優。群馬県出身。

## 人物
日活芸術学院、大平透声優ゼミナールを経て、大平プロダクション（一時期モアナ・ファクトリーにマネージメントを委託 ）に所属していた。

## 出演作品

### 吹き替え

#### 実写
- グジラ
- ザ・フィアー2
- スターゲイト SG-1（ジェニー、メリー、他）
- ニキータ（ジュリア）
- バードケージ
- ピケット・フェンス
- ブラッダ（部長）

#### アニメ
- スーパーマン（アンジェラ・チェン）
- ワイルドソーン・ベリーズ